# Lev Durov
Lev Constantinovici Durov (în rusă Лев Константинович Дуров; n. 23 decembrie 1931, Moscova, RSFS Rusă, URSS – d. 20 august 2015, Moscova, Rusia) a fost un actor sovietic și rus de teatru și de film care a apărut în peste 200 de filme și în numeroase producții de teatru între 1955 și 2008. A primit titlul de Artist al Poporului din URSS în 1990.

## Biografie și carieră
Lev Durov s-a născut la 23 decembrie 1931 la Moscova, în raionul Lefortovo.
Acesta a făcut parte din ilustra familie rusă a artiștilor de circ Durov, printre ai cărei membri s-au numărat scriitoarea de memorii Nadejda Durova și antrenorul de animale Anatolie Durov. Cu toate acestea, părinții săi nu au avut legături directe cu lumea circului. Soțul mătușii sale, Prov Sadovski Jr.⁠(ru)[traduceți], a fost director al Teatrului Mic (Малый театр) în perioada 1944-1947. Lev Durov s-a căsătorit cu actrița Irina Kiricenko (1931-2001) în 1954. Fiica lor, Ecaterina, este de asemenea actriță.
Durov a studiat la Școala-Studio de Teatru de Artă Academică din Moscova, unde a avut ca profesori pe Serghei Gherasimov sau Serghei Blinnikov. S-a alăturat trupei lui Anatolie Efros în 1954 și a fost un pilon principal al producțiilor lui Efros până în 1984. Timp de aproximativ 30 de ani, a lucrat la Teatrul Maloi Bronnoi din Moscova atât ca actor, cât și ca regizor. A fost directorul general al teatrului din 2003 până în 2006.
Durov a fost, de asemenea, cunoscut pentru interpretarea sa vocală, mai ales pentru rolul câinelui Șarik din animația de scurt metraj din 1978 Trei din Prostokvașino (Трое из Простоквашино) și din continuările sale.
A publicat trei cărți de memorii, între 1999 și 2008. Lev Durov a murit la 20 august 2015 și a fost înmormântat la cimitirul Novodevici.

## Filmografie (selecție)
Actor
- 1962 Nouă zile dintr-un an (Девять дней одного года) - ofițerul KGB
- 1963 Pășind prin Moscova (Я шагаю по Москве) - ofițerul de poliție
- 1965 Lebedev împotriva lui Lebedev (Лебедев против Лебедева)
- 1966 Am de gând să caut (Иду искать)
- 1971 Toți bărbații regelui (Вся королевская рать) - Sugar Boy
- 1971 Stariki-razboyniki (Старики-разбойники) - șofer
- 1971 Bumbarash (Бумбараш) - morar
- 1972 Big School-Break (Большая перемена, Bolșaia peremena, miniserie TV) - ca sergent de poliție
- 1972 Un om la locul său potrivit - Ivan Maksimovici
- 1972 Ilf și Petrov s-au plimbat cu tramvaiul  (Ехали в трамвае Илья и Петров, ) - trecătorul / Gusev-Lebedev
- 1973 Moscova-Cassiopeia (Москва-Кассиопея, film SF) - Academician Filatov
- 1973 Șaptesprezece momente de primăvară (Семнадцать мгновений весны, ) - agentul Klaus
- 1973 17 clipe ale unei primăveri (Семнадцать мгновений весны)
- 1974 Ksenia, soția iubită a lui Fedor (Ксения, любимая жена Фёдора, ) - Sidorov
- 1974 Tineri în Univers (Отроки во Вселенной) - Academician Filatov
- 1974 Bunicul siberian
- 1974 Diamante pentru dictatura proletară  - Pojamchi
- 1975 Călina roșie (Kalina krasnaya) - Serghei Mihailovici, oficial
- 1978 Înarmat și foarte periculos (Вооружен и очень опасен), regia Vladimir Vainștok - Lucky Charlie
- 1977 Nasul (Нос) - Polizeimeister (ecranizare după Gogol)
- 1977 Floarea stacojie (Аленький цветочек) - Negustor
- 1978 D'Artagnan și cei trei mușchetari  (д'Артаньян и три мушкетёра - de Tréville
- 1980 Raport de respingere a canalului adiacent
- 1981 Adio  - Pinegin
- 1981 Nu te teme, sunt aici pentru tine (Не бойся, я с тобой !) - San Sanych
- 1982 Expresul Focului  - Multya
- 1982 Cântec de leagăn pentru frate  - tatăl lui Kirill
- 1982 Mexicul în flăcări (Красные колокола) - Schreuder
- 1983 Povestea călătoriilor (Сказка странствий) - Gorgon tâlharul
- 1983 Era al patrulea an de război (Шёл четвёртый год войны) - Khomutov
- 1984 Pippi Longstocking (Пеппи - Длинный чулок) - Stephensen
- 1984 Succes  - Platonov
- 1986 Cum să devii fericit  - bătrân-inventator
- 1987 Omul din Bulevardul Capucinilor (Человек с бульвара Капуцинов) - producător de sicrie
- 1989 Munții în flăcări (Горы дымят) - Akhilesku
- 1989 Anarhie (Беспредел)
- 1992 Cadeți marini III (Гардемарины-III) - Generalul de cavalerie Denisov
- 1997 Nu fă pe prostul (Не валяй дурака...) - bunicul
- 1998 Nu ar trebui să trimitem ... un mesager? (Не послать ли нам… гонца?) - Yakov
- 2000 Grădina era plină de lună (Луной был полон сад) - Grigori Petrovici

Roluri de voce
- Trei din Prostokvashino (1978) - vocea câinelui Sharik
- Zâna focului (Ognevushka-poskakushka, 1979) - Naratorul / bunicul
- Dog in Boots (Pyos v sapogakh, 1981) - vocea câinelui